# Maniérisme (santé)
Pour le courant artistique voir Maniérisme
En médecine, le maniérisme est une attitude systématique de manière d’être, de parler et d’agir (mimiques, propos et action) avec un manque de naturel et une impression d’artifice . Il s'agit d'une « fonction relative aux contractions répétitives, quasi-intentionnelles, involontaires d'un groupe de muscles »,  tout comme les tics, la coprolalie et le bruxisme. L’exagération de cette attitude est une caractéristique de certains états psychotiques et est présente dans la schizophrénie catatonique.